# بروس فوغل
بروس فوغل (بالإنجليزية: Bruce Fogle)‏ متحصل على رتبة الإمبراطورية البريطانية (من مواليد 17 فبراير 1944) هو طبيب بيطري له مؤلفات غزيرة من كتب رعاية الحيوانات الأليفة وسرد الرحلات. كندي بالميلاد، عاش وعمل في لندن لأكثر من 40 عامًا.
تخرج في عام 1970 مع درجة دكتوراه في الطب البيطري من 	كلية أونتاريو البيطرية بجامعة غويلف، أونتاريو. بعد التخرج عمل فوغل طبيب بيطري بجمعية علم الحيوان في لندن بحديقة حيوان لندن، في عام 1973 أقام فوغل نشاطه الخاصة بعيادة بورتمان البيطرية وتسمى الآن عيادة لندن البيطرية.